# Легг, Хамфри, 8-й граф Дартмут
Хамфри Легг, 8-й граф Дартмут (англ. Humphry Legge, 8th Earl of Dartmouth; 14 марта 1888 — 16 октября 1962) — британский пэр и офицер полиции. Он был известен как Достопочтенный Хамфри Легг с 1888 по 1958 год.

## Биография
Родился 14 марта 1888 года. Младший сын Уильяма Легга, 6-го графа Дартмута (1851—1936), и леди Мэри Кук (1849—1929).
Во время Первой мировой войны он служил коммандером Королевским флотом, был награждён Орденом «За выдающиеся заслуги» в 1919 году и упоминался в депешах.
Помощник главного констебля полиции графства Стаффордшир (1928—1932), главный констебль полиции графства Беркшир (с 1932 по 1953 год),
На новогодних почестях 1946 года Хамфри Легг был награждён Королевской медалью полиции и пожарной службы. В 1947 году он был награждён Королевским Викторианским орденом. Он ушел в отставку с поста главного констебля в 1953 году.
28 февраля 1958 года после смерти своего старшего брата Уильяма Легга, 7-го графа Дартмута, не оставившего после себя наследником мужского пола, Хамфри Легг унаследовал титулы 8-го графа Дартмута, 8-го виконта Льюишема (графство Кент) и 9-го барона Дартмута из Дартмута (графство Девон), став членом Палаты лордов Великобритании.
Лорд Дартмут скончался 16 октября 1962 года в возрасте 74 лет, ему наследовал его единственный сын Джеральд.

## Семья
10 апреля 1923 года Хамфри Легг женился на Роме Эрнестине Хорлик (25 ноября 1903 — 18 августа 2003), старшей дочери сэра Эрнеста Хорлика, 2-го баронета (1880—1934), и Джейн Шиллабер Мартин. У супругов было двое детей:
- Джеральд Хамфри Легг, 9-й граф Дартмут (26 апреля 1924 — 14 декабря 1997)
- Леди Хизер Маргарет Мэри Легг (12 августа 1925—2011), с 1948 года замужем за Рогнвальдом Гершеллом, 3-м бароном Гершеллом (1923—2008).